# Попувко
Попувко (пол. Popówko, нім. Vorderfelde) — село в Польщі, у гміні Оборники Оборницького повіту Великопольського воєводства.
Населення — 455 осіб (2011).
У 1975-1998 роках село належало до Познанського воєводства.

## Демографія
Демографічна структура станом на 31 березня 2011 року:
|          | Загалом | Допрацездатний вік | Працездатний вік | Постпрацездатний вік |
| -------- | ------- | ------------------ | ---------------- | -------------------- |
| Чоловіки | 236     | 56                 | 163              | 17                   |
| Жінки    | 219     | 45                 | 142              | 32                   |
| Разом    | 455     | 101                | 305              | 49                   |